# António Francisco da Costa
António Francisco da Costa foi um administrador colonial português que exerceu o cargo de Governador no antigo território português subordinado a Macau de Timor entre 1887 e 1888, tendo sido antecedido por Alfredo de Lacerda Maia e sucedido por Rafael Jácome de Andrade.
De acordo com Adelino Rodrigues da Costa, "[n]o dia 1 de agosto de 1887 e, segundo as instruções que receber em Lisboa, mandou prender os implicados na morte de Lacerda Maia tomando severas medidas contra a passividade do Batalhão de Moradores. Desta forma, aconteceu que, por várias vezes, fosse ameaçado e tivessem sido feitos disparos sobre o palácio e até sobre o próprio governador".